# 嵯峨隆一
嵯峨 隆一（さが りゅういち、1928年11月10日 -  1955年4月2日)は、日本の男性声優。カトリック信徒。

## 人物
旧制明星中学校、上智大学経済学部卒業。ラジオ東京放送劇団3期生。東京府出身。
弁護士の大塚春富の次男として生まれる。妹は女優の大塚道子。1950年に洗礼を受け、カトリック信徒となる。
大学時代は演劇部で活動し、卒業後は親の勧めもあり髙島屋飯田に入社するが、演劇の夢を諦められず、1953年5月に退職。6月から11月まで演劇の講習を受けた後、12月に行われたラジオ東京放送劇団の採用試験を受けて合格。劇団の先輩である寺島信子、湊俊一とプロデューサーを囲む会という研究会を作り演技の勉強を続け、寺島と親しくなる。1955年2月には寺島と婚約の約束をする仲になる。
嵯峨には許婚がいたが、母親から「そのつもりなら先方と話しをつける」と答えられていた。一方で寺島の両親からは結婚に関して反対されていたとされる。
1955年3月31日、劇団の総会に出席した後、静岡県熱海市の松南ホテルに寺島信彦の偽名を用いて宿泊。翌日、ホテルで服毒自殺を図り、昏睡状態で同市の病院に収容され、4月2日の午後11時頃に死亡した。両親宛ての遺書が自宅に残されていたとされ、許婚の女性は3月30日に「永遠に愛する」といった内容の電話がかかってきたと証言している。
遺書の中には寺島に自尊心を傷つけられ、憎く思いながらも愛していることを語り憎悪と愛情の中でどうしていいのか分からなくなったことが記されていたとされる。
寺島が嵯峨に冷たくするようになったことを悲観しての自殺であると報道された。寺島は許婚の件が片付くまでは結婚しないつもりであったが、その件が片付くなら5月頃にでも結婚しようと話し合っていたと証言しており、自分のスケジュールの都合上、嵯峨と会う時間を作れなかったことが彼を追い詰めてしまったのではないかと語っている。彼の心の奥底を顧みなかったことは悔やんでいると語っている。
同年9月15日、嵯峨の父親は寺島に対し、1000万円の慰謝料を請求する訴えを東京地裁に起こしたが、同年10月5日に訴えは取り下げられた。

## 出演ラジオドラマ
- こんにちわ横丁（1954年 - 1955年）
- 時の氏神（1954年）
- 又四郎行状記（1954年）
- ある晴れた日に（1955年） - 不二彦[7]
- 警察日記（1955年）
- 因元物語（1955年）